# Kosta Vujić
Kosta Vujić (Zemun, 1. maj 1829. (u nekim izvorima 1824) — Beograd, 26. mart 1909) bio je profesor nemačkog jezika Prve beogradske gimnazije i jedna od znamenitijih ličnosti Srbije XIX veka.

## Biografija
Rođen je 1829. godine u Zemunu gde je završio srpsku i nemačku školu. U Sremskim Karlovcima je pohađao pet razreda gimnazije, a šesti je završio u Prvoj muškoj gimnaziji u Beogradu. Pored Filozofskog fakulteta koji je završio u Beogradu, dve godine je pohađao i Mudroslovno odeljenje Pravnog fakulteta Liceja.
Sklopio je novembra 1857. godine kontrakt (ugovor) za rad u beogradskoj gimnaziji. Tokom svog službovanja u Beogradu (od 1857/1858; 1872), Kragujevcu, Požarevcu, Zaječaru, Negotinu i Šapcu (1876), predavao je nemački i srpski jezik, srpsku istoriju, istoriju srpske književnosti, crkveno pevanje i bio dirigent učeničkog hora Kragujevačke polugimnazije (od 1858).
Pogrešno se smatra da je Kosta u mladosti je bio prisni prijatelj pesnika Branka Radičevića. Reč je medicinaru zvanom "Prota" istog imena i prezimena, sinu beogradskog prote Vujića, a koji je inače umro kao mlad lekar, od tuberkuloze. Bio je pomoćnik urednika i urednik (1860-1865) „Srpskih novina“ Miloša Popovića, objavivši u njima veliki broj priloga. Jedno vreme sarađivao je i u časopisu „Škola“ Milana Đ. Miličevića. Preveo je knjigu "Istorija Đorđa Kastriotića".
Kada je predavao srpski jezik u Beogradu, jedan bivši učenik u svojim uspomenama je ostavio beleške o njemu, kao svom profesoru. Bavio se njegovim likom i odlikama. Bio je Kosta viđen spolja: "omalen, šiškav, trbušast, zarastao u salo, širokih usta, koja su pokrivali, široki prosedi brkovi požuteli ispod nosa od duvana." A kada je reč o njegovom karakteru: "Inače je Vujić, valja istinu reći bio čovek dobričina i nezlobiv." Kao nastavniku: "Kosta Vujić nije imao velikih profesorskih ambicija. Bio je popustljiv prema učenju i uspehu svojih đaka, samo ako ga oni ne sekiraju. Ali je zato bio fenomenalni gurman."
Bio je boem i veliki gurman i svakodnevno je ručavao u četiri gostionice. Supu je jeo kod „Ruskog cara“; govedinu kod „Kolarca“, varivo kod „Balkana“ a pečenje uz čašu vina kod „Pariza“ ili u "Velikoj Srbiji".
Po vlastitoj želji je penzionisan aprila 1889. godine, kao predavač u Drugoj beogradskoj gimnaziji. Te godine je primio orden Sv. Save IV stepena. Profesor Kosta Vujić koji se nikada nije oženio, a bio poznat po dobrom apetitu, umro je jednog popodneva u svom stanu. Policija je izvestila beogradsku opštinu i izvršen je popis njegovih stvari "pošto umrli nigde nikog nema". Sahranjen je 1909. godine na Novom groblju, u grobnici koju je za života podigao.

## Čuveni učenici profesora Koste Vujića
Profesor Kosta Vujić je bio blizak sa svojim đacima. Jedna od njegovih rečenica pri kraju službovanja u gimnaziji je bila: 
Nešto mi govori da će se u budućnosti o meni znati samo po tome što sam bio profesor sjajnih budućih imena
 Upravo ta njegova poslednja generacija ostala je upamćena po plejadi učenika koji su kasnije postali slavni. Između ostalih njegovi đaci bili su: Jovan Cvijić, Jaša Prodanović, Ljubomir Stojanović, Mihailo Petrović Alas, Pavle Popović, Milorad Mitrović i Pera Todorović.

## Šešir profesora Koste Vujića
Čitajući tekst akademika Mihaila Petrovića – Mike Alasa, koji je povodom stogodišnjice Prve muške gimnazije objavio Jež 1938. godine, Milovan Vitezović se upustio u istraživanje te slavne generacije. Tako je nastao scenario za TV dramu 1971. godine, a 1983. godine roman pod nazivom Šešir profesora Koste Vujića.

## Spoljašnje veze
- Poreklo profesora Koste Vujića